# 사타케씨

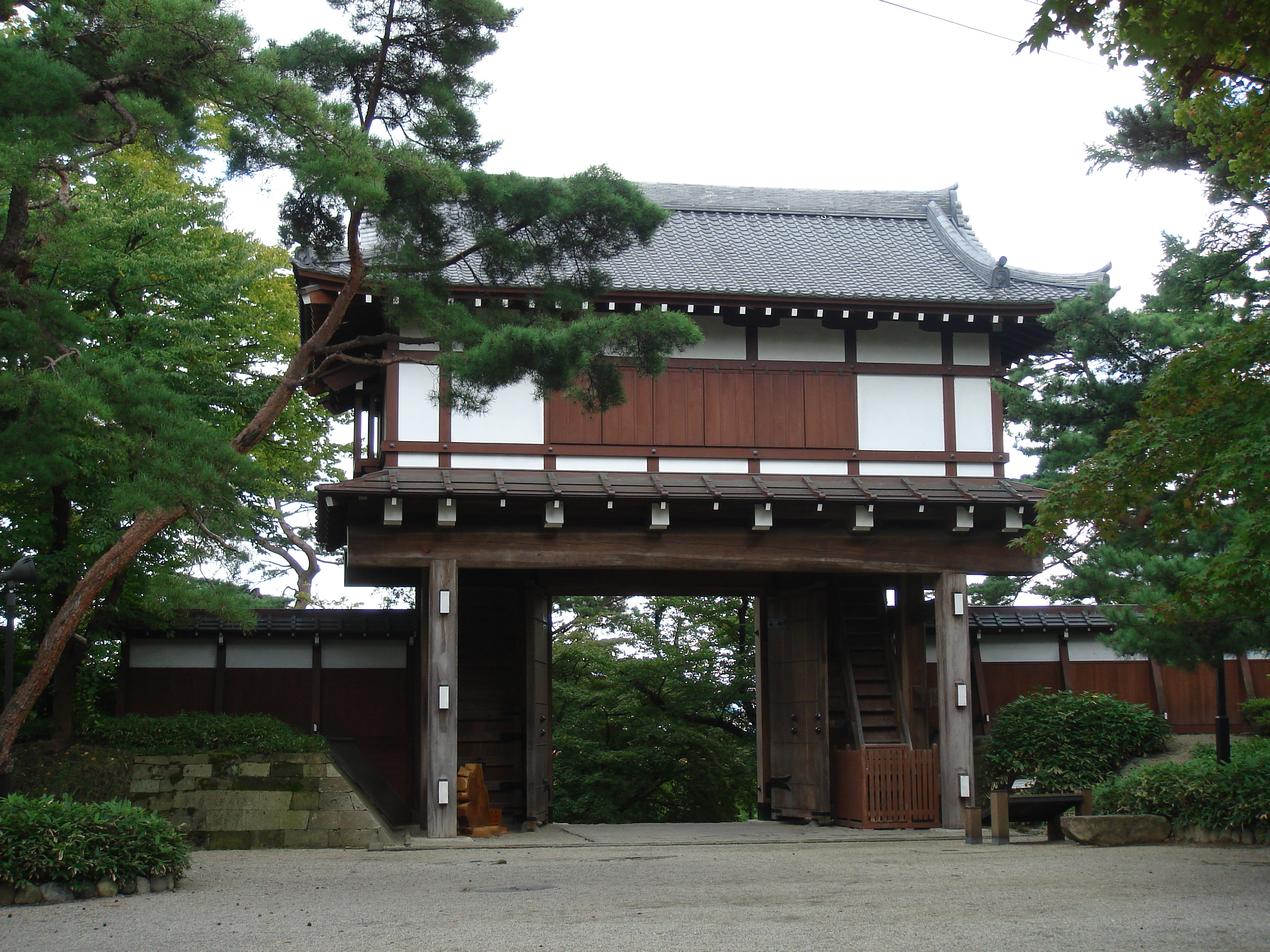
에도 시대 사타케 가문의 구보타 영지 구보타성의 성문

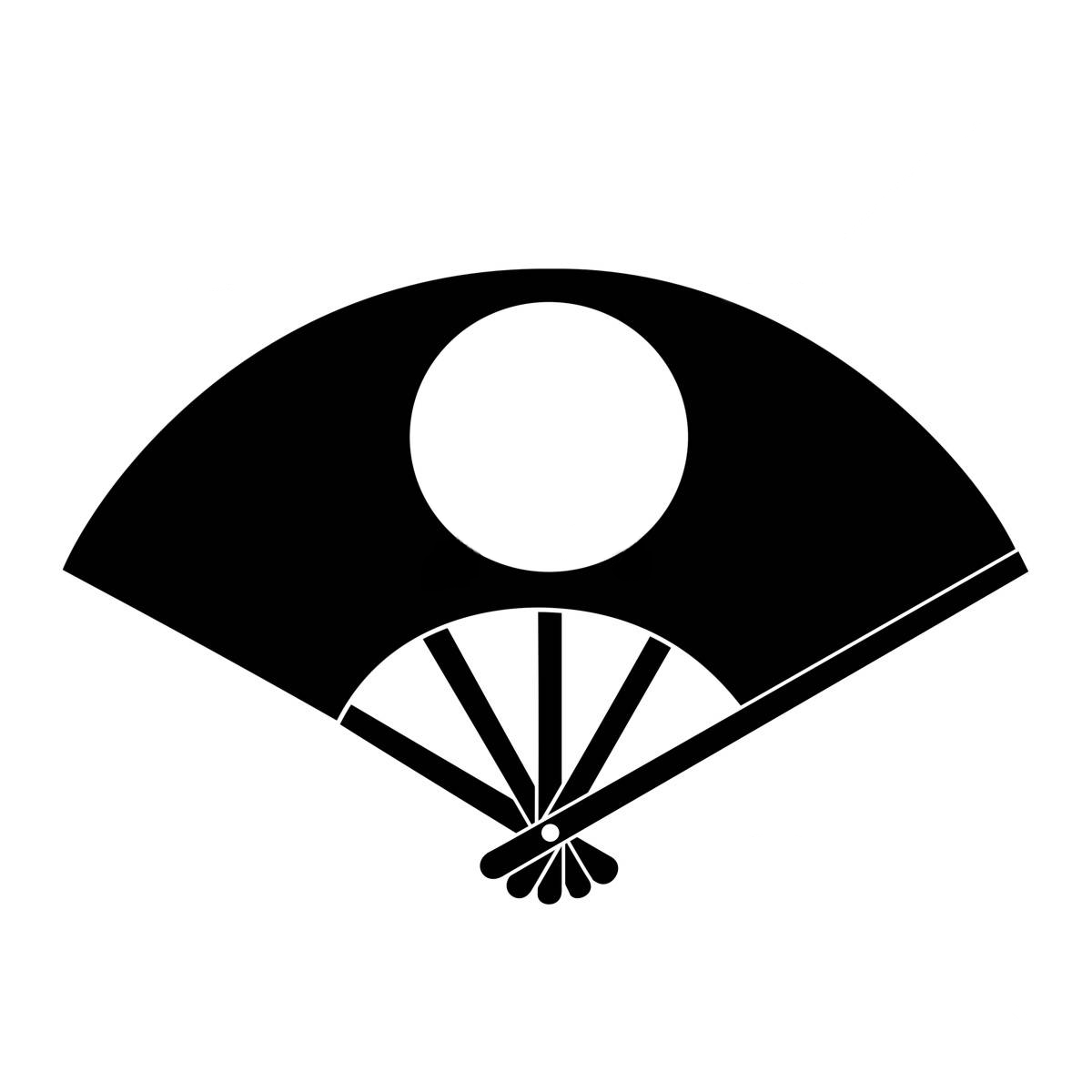
사타케 요시시게의 가몬은 '고혼호네오기'(五本骨扇)라고 불린다. 자세히 보면 부채에 다섯 개의 부채살이 사용된 것을 볼 수 있다.

사타케씨(일본어: 佐竹氏)는 미나모토씨의 혈통을 이어받았다고 주장하는 일본의 무사 가문이다. 처음에는 히타치국에 세력 기반을 두었다. 12세기 말 미나모토노 요리토모에게 제압당했으나, 이후 요리토모의 가신이 되었다. 무로마치 시대에는 아시카가 막부 아래에서 히타치국(현재의 이바라키현)의 수호(守護)로 봉직했다. 세키가하라 전투 때 서군(西軍)에 가담했다가 도쿠가와 이에야스에게 처벌받아 에도 시대 초기에 더 작은 영지인 데와국 북부(혼슈 북부)로 이봉되었다. 사타케씨는 구보타번(아키타번이라고도 함)의 다이묘로서 명맥을 이어갔다. 에도 시대를 거치면서 사타케씨의 두 주요 분가가 설립되었는데, 하나는 이와사키번을, 다른 하나는 구보타신덴번을 다스렸다.
1868~69년의 보신 전쟁 당시 사타케씨는 오우에쓰 열번 동맹(奥羽越列藩同盟)을 결성하는 맹약에 서명했으나, 내부 논쟁과 센다이번과의 의견 차이 끝에 노선을 바꾸어 동맹을 진압하는 관군 측에 가담했다. 다른 모든 다이묘 가문과 마찬가지로 사타케씨도 1871년에 그 칭호를 박탈당했다.

## 기원
사타케씨는 11세기의 저명한 무사였던 미나모토노 요시미쓰의 손자 사타케 마사요시의 후손이라고 주장한다. 요시미쓰는 군공을 세워 무쓰국과 히타치국의 영지를 하사받았고, 히타치의 사타케 마을에 거처를 정했다. 요시미쓰는 사타케 마을 주변 영토를 아들 요시노부에게 물려주었고, 요시노부는 다시 자신의 아들 마사요시에게 이를 상속했다. 사타케씨는 1602년 이주 명령을 받기 전까지 히타치에 머물렀다. 1106년, 마사요시는 이웃한 시모쓰케국의 권력자였던 미나모토노 요시쿠니에 대항하여 반란을 일으켰으나, 히타치까지 추격해 온 요시쿠니에게 패배하여 죽임을 당했다. 겐페이 전쟁 때는 마사요시의 아들 다카요시가 다이라노 기요모리 편에 섰다. 사타케씨는 1180년 미나모토노 요리토모에게 패배하여 영지를 몰수당했다. 9년이 지난 뒤에야 요리토모가 다카요시의 아들 히데요시를 용서하여 가신으로 받아들였고, 히데요시는 무쓰국 공격에 참여했다. 이후 사타케씨는 히타치의 옛 영지로 돌아왔다.

## 무로마치 시대와 센고쿠 시대
무로마치 시대(1336년~1573년)에 사타케씨의 당주들은 히타치국의 세습 수호로 봉직했다. 그들은 간토 지방의 아시카가 막부 정무를 관장하던 가마쿠라쿠보의 가신이었다. 사타케씨는 아시카가 깃발 아래에서 수많은 군사 활동에 참여했다.

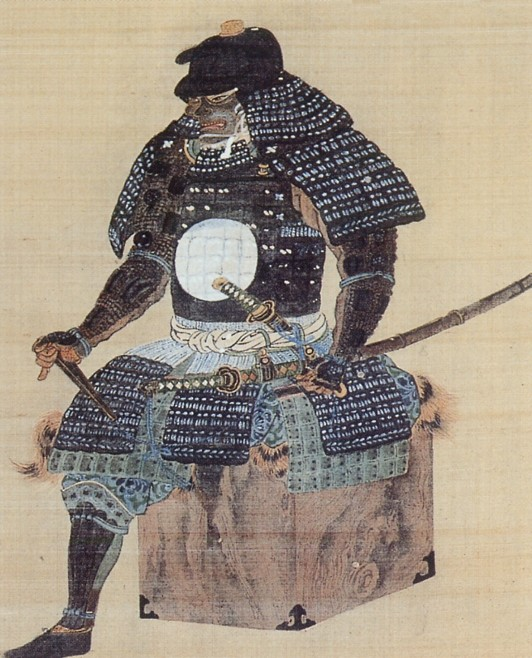
무장한 사타케 요시노부, 센고쿠 시대의 저명한 사타케씨 수장이었다.

센고쿠 시대에 사타케씨는 자주 반란을 일으키던 히타치 지역의 여러 씨족을 통일하고자 했다. 센고쿠 시대 초기의 당주였던 사타케 요시시게는 전투에서의 포악함으로 유명했으며, '오니 요시시게'(鬼義重)라는 별명으로도 알려졌다. 그는 히타치 남부로 세력을 확장하던 고호조씨와 자주 싸웠다. 그 한 예로 누마지리 전투에서는 요시시게가 이끄는 2만 명의 군사가 호조씨의 8만 군사와 맞섰다. 사타케씨는 8,600정이 넘는 조총을 보유한 군사들 덕분에 승리를 거두었다.
1586년과 1589년, 사타케씨는 스카가와에서 다테씨와도 싸웠으나 결국 다테 마사무네가 이끄는 군사들에게 패배했다.
1590년, 요시시게의 아들 사타케 요시노부가 당주일 때 사타케씨는 오다와라 정벌 당시 도요토미 히데요시에게 충성을 맹세했다. 오다와라가 함락된 후 히데요시는 이들을 가신으로 받아들여 히타치국에서 54만 석에 달하는 영지에 대한 영유권을 보장했다. 히데요시로부터 히타치국의 통치자로 인정받은 요시노부는 이 구니의 통일에 더욱 박차를 가했다. 히데요시가 유키씨에게 보장한 쓰치우라와 시모다테 지역을 제외한 거의 모든 지역을 장악했다.
1593년 사타케씨는 히데요시의 조선 침략에 가담하여 히젠국의 나고야성에 군대를 파견했다.

## 에도 시대

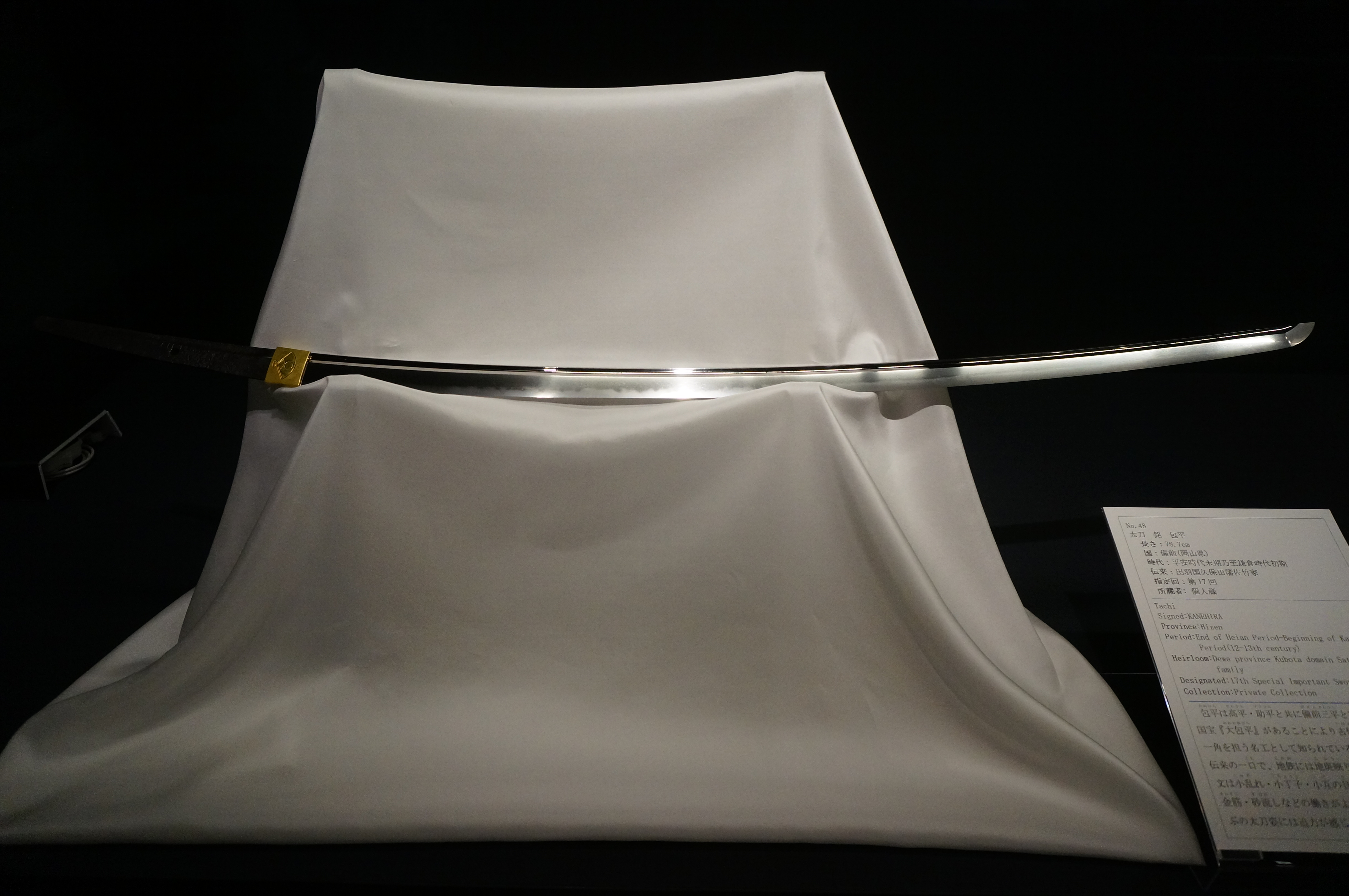
12세기에 가네히라가 제작한 다치(太刀). 구보타번 사타케씨의 보물이었으며 하바키(鎺)에는 가문의 문장인 부채가 새겨져 있다. 일본 도검 보존협회(NBTHK)에 의해 특별 중요도검으로 지정되었다.

1600년, 사타케씨는 세키가하라 전투에서 서군 편에 섰고, 서군의 지도자인 이시다 미쓰나리와 비밀리에 연락을 주고받은 것이 발각되었다. 도쿠가와 이에야스가 이끄는 동군이 서군을 패배시킨 뒤, 사타케씨는 히타치에 머무를 수는 있었으나 승리한 도쿠가와씨로부터 처벌을 받았다. 영지의 수입이 대폭 삭감되었고 1602년에는 일본 북부의 훨씬 작은 번인 구보타로 이주하라는 명령을 받았으며, 그곳에서 1871년까지 머물렀다.
구보타의 수입은 20만 5천 석이었고, 도자마 다이묘로 분류되었다. 수입 규모는 역사를 통틀어 일정했다. 이 번에서는 농업 위기가 자주 발생했고, 그 결과 역사를 통틀어 여러 차례의 농민 봉기가 일어났다. 또한 재정 문제로 인한 내부 분쟁인 사타케 소동(佐竹騒動)이라는 오이에 소동에 시달렸다.

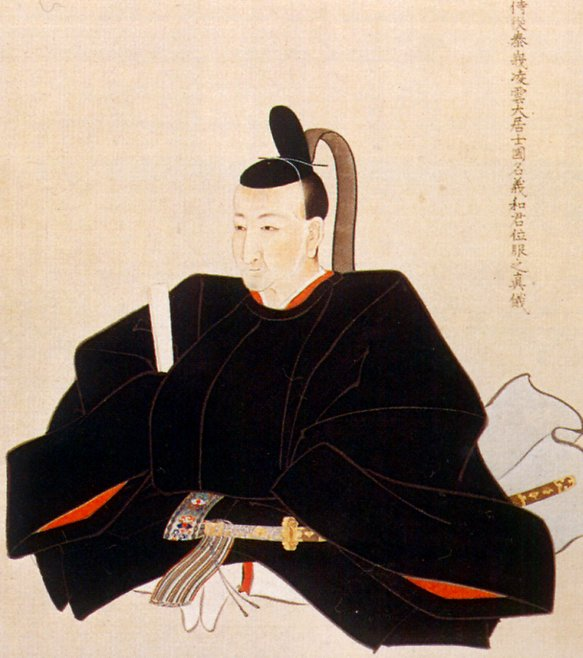
구보타번의 9대 번주 사타케 요시마사

구보타의 8대 번주인 사타케 요시아쓰(필명 사타케 쇼잔으로 더 잘 알려짐)는 뛰어난 화가였다. 요시아쓰는 네덜란드풍의 그림을 다수 그렸고, 원근법 묘사를 포함한 유럽 회화 기법에 관한 논문 세 편을 저술했다. 또한 번의 구리 광산 경영에 대해 조언을 구하고자 아키타로 초청한 난학 학자 히라가 겐나이의 제자이기도 했다. 요시아쓰가 살았던 시기에 아키타파(秋田派)가 탄생하여 잠시 번창했다.
구보타번은 도쿠가와 막부의 '한 번에 하나의 성' 규칙에도 불구하고 하나 이상의 성을 보유했다는 점에서 특이했다. 주성은 구보타성이었으나, 요코테와 오다테에도 성이 있었고, 가쿠노다테, 유자와, 히야마, 주니소, 인나이에 5개의 요새화된 영지가 있었다. 이들은 각각 고급 가신에게 주어져 작은 성하마을로 운영되었다. 고급 가신들은 이 성하마을들에 거주하는 자신의 가신들을 거느렸다.
구보타번을 섬기던 두 가로(家老) 가문은 사타케씨의 분가였다. 하나는 1만 석의 녹을 받는 사타케 북가(北家)이고, 다른 하나는 7,200석의 녹을 받는 사타케 서가(西家)였다. 사타케 북가는 앞서 언급한 요새화된 영지 중 하나인 가쿠노다테 주변에 영지를 두었고, 사타케 서가는 오다테에 거주하며 그 주변에 영지를 두었다. 사타케씨와 혈연관계가 없는 또 다른 가로 가문인 도무라씨는 요코테성을 보유했다.
구보타를 다스리는 동안 사타케씨는 국지 다이묘(国持ち大名) 가문으로 분류되어 에도성의 오히로마(大広間)에서 쇼군을 알현하는 특권을 가졌다. 사타케 번주 중 쇼군이 된 이는 없었으나, 이 가문은 (혼슈 북부의 다른 많은 번들과 함께) 막부가 에조치(현재의 홋카이도) 변경 지역을 단속하는 것을 도왔다.

## 보신 전쟁

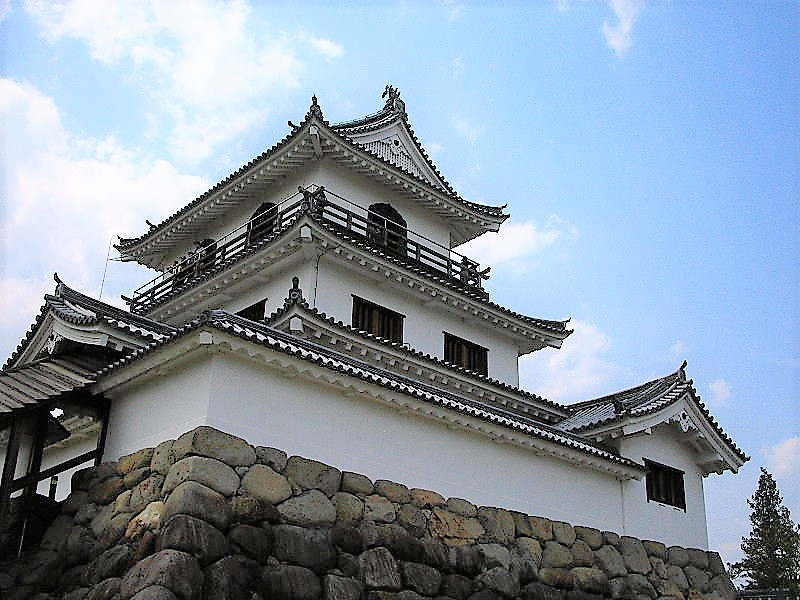
오우에쓰 열번 동맹의 본부였던 시로이시성

1867년 말 왕정복고 이후 1868년 초에 보신 전쟁이 발발하여 남부 번들의 연합과 구 도쿠가와 막부군이 대치했다. 에도가 함락된 후 막부군의 잔존 세력이 북쪽으로 후퇴하면서 전투도 북상했다. 사타케씨는 센다이번이 주도하는 반(反) 삿초 북부 번들의 동맹인 오우에쓰 열번 동맹 결성 맹약에 서명했다. 동맹의 본부인 시로이시에서 사타케씨의 사절단은 가로 도무라 요시아리가 이끌었다. 그러나 사타케씨는 동맹과 정치적 갈등을 겪었고, 이는 1868년 8월 21일 아키타에서 센다이의 사절단이 살해되고 그들의 목이 아키타 성하마을에 효수된 사건으로 절정에 달했다. 시모 마타자에몬이 이끈 센다이 사절단은 제국 지지를 얻기 위해 이 지역에 파견되었던 구조 미치타카와 다른 제국 사절단 관리들의 인도를 아키타번에 요청하기 위해 파견된 것이었다. 이후 사타케씨는 동맹에서 탈퇴하여 관군을 지지했고, 11일 후인 1868년 9월 1일에는 이웃한 히로사키번의 쓰가루씨도 뒤를 따랐다. 이에 대응하여 친 동맹 세력인 모리오카번과 이치노세키번이 구보타를 공격하기 위해 군대를 파견했다. 구보타군은 영토 방어에 고전을 면치 못했고, 그 결과 전쟁이 끝나기 전에 동맹군이 상당한 진전을 이루었다. 요코테성이 불타고, 10월 7일에는 모리오카군이 아키타번의 마지막 성인 오다테를 점령했다. 1869년 초, 사타케 요시타카는 공식적으로 번의 호적을 일본 제국 정부에 넘겨주었고, 아키타번의 번지사(藩知事)가 되었다. 1869년 중반, 일본 제국 정부는 사타케씨 본가의 공로를 인정하여 2만 석의 수입을 증액했다. 1871년에는 사타케씨의 모든 분가의 당주들이 다이묘직에서 해임되어 도쿄로 이주하라는 명령을 받았다.

## 메이지 시대와 그 이후
메이지 시대에 사타케 요시타카는 후작(侯爵) 작위를 받았다. 이와사키의 사타케 요시사토는 자작(子爵) 작위를 받았다. 사타케 북가는 남작(男爵) 작위를 받았다.
요시타카의 아들 요시나오는 일본 제국 육군에서 복무했으며, 세이난 전쟁에 참전했다.
현재 아키타현 지사인 사타케 노리히사는 사타케씨 북가의 후손이다.

## 당주

### 히타치
히타치국의 다이묘
- 사타케 마사요시(1081년~1147년)
- 사타케 다카요시
- 사타케 히데요시
- 사타케 요시아키(1531년~1565년)
- 사타케 요시시게(1547년~1612년)

### 구보타
구보타번의 번주
- 사타케 요시노부(1570년~1633년)
- 사타케 요시타카(1609년~1672년)
- 사타케 요시즈미(1637년~1703년)
- 사타케 요시타다(1695년~1715년)
- 사타케 요시미네(1690년~1745년)
- 사타케 요시마사(1728년~1753년)
- 사타케 요시하루(1723년~1758년)
- 사타케 요시아쓰(1748년~1785년)
- 사타케 요시마사(1775년~1815년)
- 사타케 요시히로(1812년~1846년)
- 사타케 요시치카(1839년~1857년)
- 사타케 요시타카(1825년~1884년, 쿠보타의 마지막 번주)
- 사타케 요시나오(1854년~1893년)

### 이와사키
- 사타케 요시나가(1655년~1741년)
- 사타케 요시미치(1701년~1765년)
- 사타케 요시타다(1730년~1787년)
- 사타케 요시모토(1759년~1793년)
- 사타케 요시치카(1787년~1821년)
- 사타케 요시즈미(1802년~1856년)
- 사타케 요시자네(1825년~1884년; 아키타의 마지막 번주가 된 사타케 요시타카)[31]
- 사타케 요시쓰마(1837년~1870년)
- 사타케 요시사토(1858년~1914년)

### 구보타신덴
- 사타케 요시쿠니(1665년~1725년)
- 사타케 요시카타(1692년~1742년)

주요 가신들
- 마카베 우지모토(1550년~1622년)
- 오누키 요리히사(1544년~1603년)
- 오바 요시나리[11]
- 오바 다다노부[11]
- 도무라 요시쿠니(주다유)[11]
- 와다 아키타메(1532년~1618년)

## 참고문헌
- "Akita ranga" on Japanese Architecture and Art Net Users System. Accessed 19 August 2008.
- (일본어) "Ashikaga-shi (Kamakura kubō)" on Harimaya.com (accessed 19 August 2008)
- Martin Fackler (2007년 12월 5일). “In Japan, Rural Economies Wane as Cities Thrive”. 《New York Times》. 2쪽. 2008년 9월 19일에 확인함.
- French, Calvin L., et al. (1978). Through Closed Doors: Western Influence on Japanese Art 1639–1853. Rochester, Michigan: Oakland University.
- (일본어)Hoshi, Ryōichi (1997). Ōuetsu Reppandōmei. Tokyo: Chūōkōron-shinsha.
- (일본어)Karino, Tokuzō (1910). Satake-ke rekidai jiryaku 佐竹家歴代事略. Akita: Karino Sadakichi. (Accessed from National Diet Library, 17 August 2008)
- (일본어) "Kubota-han" on Edo 300 HTML 보관됨 2012-03-02 - 웨이백 머신 (accessed 15 August 2008)
- List of Meiji-era Japanese nobility (accessed 17 August 2008)
- McClellan, Edwin (1985). Woman in the Crested Kimono. New Haven: Yale University Press.
- (일본어)Naramoto, Tatsuya (1992). Nihon no kassen: monoshiri jiten. Tokyo: Shufu-to-seikatsusha.
- (일본어)Noguchi, Shin'ichi (2005). Aizu-han. Tokyo: Gendai shokan.
- (일본어)Onodera, Eikō (2005). Boshin nanboku sensō to Tōhoku seiken. Sendai: Kita no mori.
- Saga, Jun'ichi (1987). Memories of Silk and Straw: A Self-Portrait of Small-Town Japan. New York: Kodansha International.
- (일본어)Sasaki, Suguru (2002). Boshin sensō: haisha no Meiji-ishin. Tokyo: Chuōkōron-shinsha.
- (일본어) "Satake-shi" on Harimaya.com (accessed 15 August 2008)
- (일본어) Yamakawa Kenjirō (1933). Aizu Boshin senshi. Tokyo: Tokyo Daigaku shuppankai.
- (일본어)Zusetsu: Nihon meijō-shū (2003). Tokyo: Gakken.

## 같이 보기
- 보신 전쟁
- 쓰가루씨
- 히타치국